# Leonore von Schweden

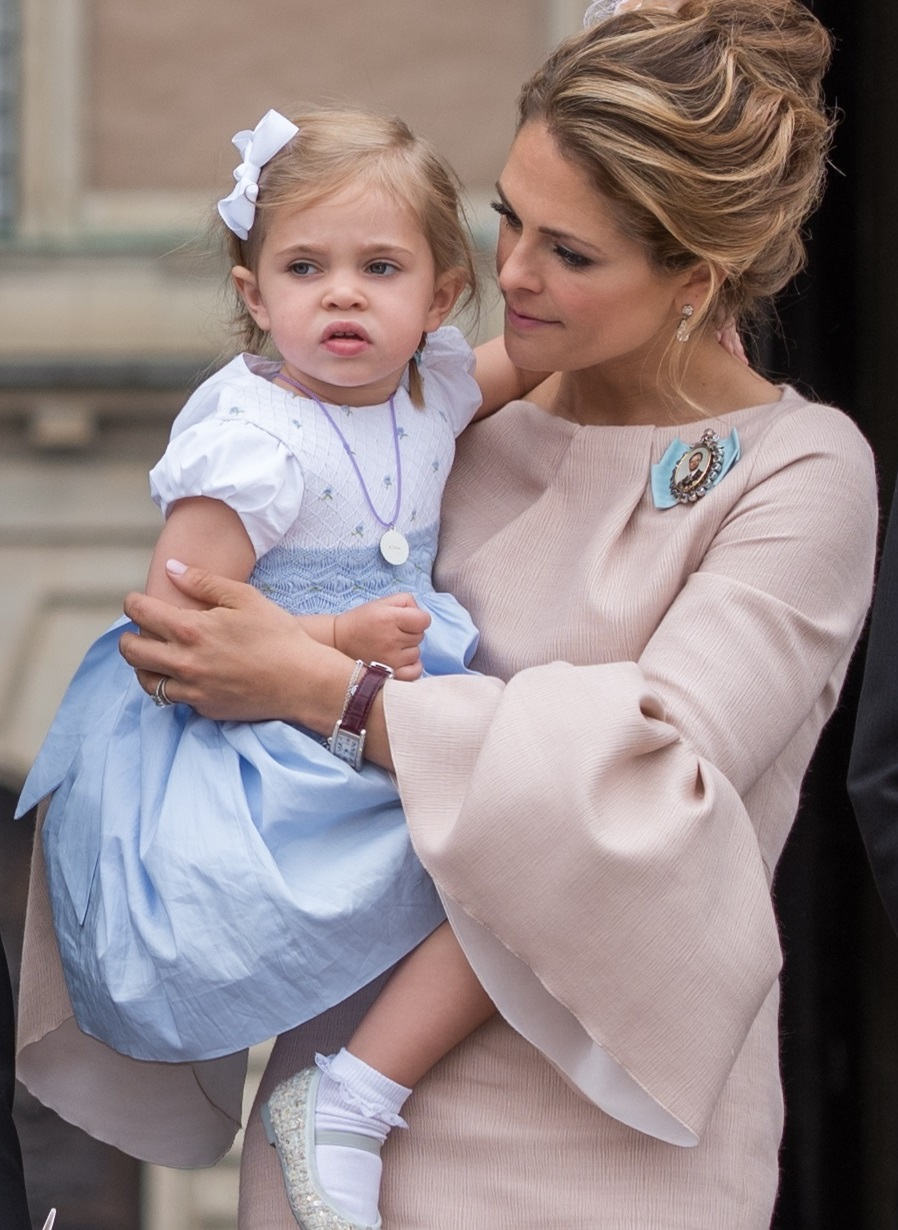
Prinzessin Leonore auf dem Arm ihrer Mutter (2016)

Leonore Lilian Maria, Prinzessin von Schweden, Herzogin von Gotland (* 20. Februar 2014 in New York City) ist das älteste Kind von Madeleine von Schweden und Christopher O’Neill. Ihr jüngerer Bruder ist Prinz Nicolas von Schweden, ihre jüngere Schwester ist Prinzessin Adrienne von Schweden. Prinzessin Leonore steht auf Platz zehn der schwedischen Thronfolge.

## Leben

### Geburt und Taufe
Prinzessin Leonore wurde am 20. Februar 2014 um 22:41 Uhr (Ortszeit) in New York geboren. Sie wog bei der Geburt 3150 Gramm und war 50 cm groß. Am 26. Februar 2014 verkündete ihr Großvater König Carl Gustaf von Schweden bei einem einberufenen Konselj, dass sie die Namen Leonore Lilian Maria tragen und zur Herzogin von Gotland ernannt werden soll.
Am 8. Juni 2014 wurde Prinzessin Leonore von Schweden in der Kirche auf Schloss Drottningholm von Erzbischof Anders Wejryd getauft. Ihre Paten waren: Kronprinzessin Victoria von Schweden, Louise „Lussan“ Gottlieb (die beste Freundin von Madeleine), Patrick Sommerlath (Neffe der Königin von Schweden), Graf Ernst von Abensperg und Traun (Schwager von Chris O’Neill), Tatjana d’Abo (seine Halbschwester) und Alice Bamford (alte Freundin von Chris O’Neill).

Wappen von Leonore von Schweden

### Name
Leonore ist eine Ableitung des Namens Eleonora. In der Geschichte des Königshauses gab es gleich zwei Königinnen mit diesem Namen: Hedvig Eleonora von Holstein-Gottorp (1636–1715) und Ulrika Eleonora (1688–1741).
Lilian heißt sie in Erinnerung an Madeleines verstorbene Großtante Lilian von Schweden. Der dritte Name Maria ehrt Chris’ Mutter Eva Maria O’Neill.

### Stellung in der königlichen Familie
Am 7. Oktober 2019 unterzeichnete König Carl XVI. Gustaf den Beschluss, dass die Kinder von Prinz Carl Philip und Prinzessin Madeleine künftig nicht mehr Teil des Königshauses, sondern nur noch Teil der königlichen Familie sein werden. Dies führt mit sich, dass sie das Prädikat „königliche Hoheit“ verlieren. Der Titel als Prinz bzw. Prinzessin und als Herzog bzw. Herzogin ist davon unberührt.  Auch die Thronfolge ändert sich hierdurch nicht. Der Beschluss rührt daher, dass das Königshaus auf Personen beschränkt sein soll, die in Vertretung des Königs öffentliche Aufgaben wahrnehmen. Da dies von den Kindern von Carl Philip und Madeleine auch künftig nicht erwartet werden wird, werden sie nunmehr als Privatpersonen betrachtet und können später auch eine Anstellung annehmen oder eine wirtschaftliche Tätigkeit betreiben, was ihnen als Mitgliedern des Königshauses verwehrt geblieben wäre. Prinz Carl Philip teilte mit, dass er den Beschluss unterstützt und ihn positiv sieht, da seine Kinder dadurch größere Wahlfreiheiten hätten. Auch Prinzessin Madeleine äußerte Unterstützung für den Beschluss und betonte, dass dies schon seit langem geplant war und ihren Kindern die Möglichkeit eröffne, ihr Leben als Privatpersonen zu formen.

## Titel und Prädikat
- Bis 6. Oktober 2019: Ihre Königliche Hoheit Leonore, Prinzessin von Schweden, Herzogin von Gotland

(schwedisch: Hennes Kungliga Höghet Leonore, Prinsessa av Sverige, Hertiginna av Gotland)
- Seit 7. Oktober 2019: Leonore, Prinzessin von Schweden, Herzogin von Gotland

(schwedisch: Leonore, Prinsessa av Sverige, Hertiginna av Gotland)

## Orden und Ehrungen
| Jahr         | Staat    | Orden/Ehrenzeichen          |
| ------------ | -------- | --------------------------- |
| 8. Juni 2014 | Schweden | Königlicher Seraphinenorden |